# Ćwiczenia Naukowe
Ćwiczenia Naukowe – czasopismo naukowo-literackie, wydawane w Warszawie w roku 1818. Ukazywało się co 6 tygodni z ramienia grupy byłych wychowanków Liceum Krzemienieckiego. W czasopiśmie ukazała się m.in. po raz pierwszy rozprawa Zoriana Dołęgi-Chodakowskiego pt. „O Sławiańszczyźnie przed chrześcijaństwem”.